# Ervin Rosenberg
Ervin György Rosenberg, född 30 september 1935 i dåvarande Kungariket Ungern, är en svensk lärare och översättare. Han översätter från ungerska, hebreiska, franska och italienska. Han kom till Sverige 1956 och tog en fil. kand. i ryska, franska och italienska vid Uppsala universitet. I 30 år arbetade han sedan som gymnasielärare i Falun, men började översätta i början av 1990-talet. Bland författare han översatt märks Amos Oz och 2002 års nobelpristagare Imre Kertész.

## Översättningar (urval)
- Amos Oz: Det tredje tillståndet (Hamatsav hashlishi) (Wahlström & Widstrand, 1993)
- Péter Nádas: Minnesanteckningarnas bok (Emlékiratok könyve) (Bonnier Alba, 1994)
- Imre Kertész: Kaddish för ett ofött barn (Kaddis a meg nem született gyermekért) (Norstedt, 1996)
- Alexis de Tocqueville: Om demokratin i Amerika (Atlantis, 1997)
- Italo Calvino: De sammanflätade ödenas slott (Il castello dei destini incrociati) (Modernista, 2006)
- Cesare Pavese: Innan tuppen gal (Prima che il gallo canti) (Modernista, 2010)
- Péter Esterházy: Ingen konst (Semmi müvészet) (översatt tillsammans med Ildikó Márky) ( (Weyler, 2010)
- László F. Földényi: Dostojevskij läser Hegel i Sibirien och brister i gråt (Dosztojevszkij Szibériában Hegelt olvassa, és sírva fakad) (Ersatz, 2011)
- Sándor Márai: Dagbok 1984–1989 (Naplò 1984–1989) (Tranan, 2014)
- László F. Földényi: Medusas blick (A medúza pillantása) (Ersatz, 2016)

## Priser och utmärkelser
- 2000 – Svenska Akademiens översättarpris
- 2004 – Albert Bonniers 100-årsminne
- 2005 – De Nios översättarpris
- 2016 – Stiftelsen Natur & Kulturs översättarpris
- 2018 – Elsa Thulins översättarpris